# Marupiara castanea
Marupiara castanea är en skalbaggsart som beskrevs av Martins och Maria Helena M. Galileo 2006. Marupiara castanea ingår i släktet Marupiara och familjen långhorningar. Inga underarter finns listade i Catalogue of Life.